# Cixius insularis
Cixius insularis är en insektsart som beskrevs av Lindberg 1954. Cixius insularis ingår i släktet Cixius och familjen kilstritar.
Artens utbredningsområde är Spanien. Inga underarter finns listade i Catalogue of Life.